# Richard P. Saller
Richard Paul Saller (* 18. Oktober 1952) ist ein US-amerikanischer Althistoriker und Hochschullehrer. Seit 2023 ist er Präsident der Stanford University.

## Leben
Er erwarb den B.A., Griechisch und Alte Geschichte, an der University of Illinois 1974 und den Ph.D. an der University of Cambridge 1978. Er lehrte 1996–2007 an der University of Chicago (Edward L. Ryerson Distinguished Service Professor) und seit 2007 an der Stanford University (Kleinheinz Family Professor of European Studies). Seit 2023 ist er Präsident der Stanford University.
2005 wurde Saller in die American Academy of Arts and Sciences gewählt.

## Schriften (Auswahl)
- Personal Patronage under the Early Empire. Cambridge University Press, Cambridge 1982, ISBN 0-521-23300-3.
- mit Peter Garnsey: The Early Principate. Augustus to Trajan. Oxford 1982. ISBN 0-903035-12-X.
- Patriarchy, Property, and Death in the Roman Family. Cambridge 1994. ISBN 0-521-32603-6.
- mit Peter Garnsey: The Roman Empire. Economy, Society and Culture. London 2015. ISBN 978-0520285989.